# 마하트
마하트(네팔어: महत)는 카사(Khasa) 혈통을 지닌 네팔인들의 성이다. 이 이름은 중세 시대의 주밀 말라의 군주 중 한 명이 자신의 남동생 다르마 말라를 군대의 우두머리으로 만들었을 때가 기원인 것으로 추정된다. 이것이 다르마 말라에게 마하트라는 칭호를 부여하게 된 유래이며 그 결과 그 후세들은 마하트를 자신들의 성으로 사용하기 시작했다.